# Antonovca, Florești
Antonovca este un sat din cadrul comunei Prajila din raionul Florești Republica Moldova. În preajma satului se află o movilă funerară, având sute de ani.

## Demografie

### Structura etnică
Conform recensământului populației din 2004, satul Antonovca avea 81 de locuitori: 39 de ucraineni, 38 de moldoveni/români și 4 ruși.